# Vincenzo Guarana
Vincenzo Guarana (* 22. Juli 1742 in Venedig; † 1815 daselbst) war ein italienischer Maler.

## Leben
Vincenzo Guarana, Sohn der Caterina Girelli, lernte zunächst in der Werkstatt seines Vaters Jacopo Guarana. 1761 Mitglied der Malergilde, wurde er im Jahr 1774 Mitglied der Accademia di belle arti di Venezia. Von 1799 bis 1802 war er ihr Präsident.
Guarana konzentrierte sich auf religiöse und historische Themen. So entstand 1774 die Cattura di Sansone (Vertreibung des Samson), 1777 entstand Massinissa che invia il veleno a Sofonisba (Massinissa reicht Sophonisbe das Gift), ein Historiengemälde, das eine Auszeichnung durch die Accademia von Parma erhielt. Weitere zweite Preise erhielt er für Morte di Pallante figlio di Evandro (Tod des Pallas Sohn des Euandros) und Enea ed Acate parlano con Venere (Aeneas und Achates sprechen mit Venus).
Im Depot der venezianischen Ca’ Farsetti befindet sich S. Romualdo e l'imperatore Ottone (der hl. Romuald und Kaiser Otto), ein Werk, das bereits 1747 entstand. An den dekorativen Zyklen des Palazzo Barbarigo della Terrazza arbeitete er gemeinsam mit seinem Vater. Dort befinden sich noch zwei Historienbilder, die die Übergabe Zyperns an den Dogen Agostino Barbarigo durch Königin Caterina Cornaro im Jahr 1489 sowie die Krönung des Marco Barbarigo zum Dogen auf der Scala dei Giganti des Dogenpalasts im Jahr 1485 darstellen.
1780 arbeitete er an der Kirche San Tomà. Daneben schuf er eine Reihe von Porträts, wie das Ritratto dei tre avogadori im Dogenpalast, das Porträt des Procuratore Alvise Contarini, des Alessandro Albrizzi und das des Ludovico Manin.
Ihm zugeschrieben wird zudem San Rocco inginocchiato davanti alla Beata Vergine, heute in den Gallerie dell’Accademia.